# Cabo Corrientes
Ne pas confondre avec Cap/Cabo Corrientes, le deuxième point le plus à l'ouest de l'île de Cuba (cf. Baie de Corrientes)
Cabo Corrientes est une municipalité de l'État de Jalisco, au Mexique.

## Histoire
Avant l'arrivée des Espagnols en mars 1525, cette région fut peuplée par les tribus nahuas.

## Flore
Elle abrite les Jardins botaniques de Vallarta.